# Замок Сен-Пьер
Замок Сен-Пьер (итал. Castello di Saint-Pierre, фр. Château de Saint-Pierre) — замок в долине Аоста (Италия), построенный в XII веке для членов савойского дома.

## История замка
Замок был построен в XII веке, имел только стены и две башни, и использовался для защиты северных границ владений. Позже, в XVII веке, замок был выкуплен знатной семьей Ронкаса (ит.).
Семья де Ронкас произвела реконструкцию и расширила замок, после чего он приобрел статус укрепленного дворца. Однако, по неизвестным причинам, замок был заброшен до XIX века, когда в 1870-х годах был выкуплен бароном Эммануэле Боллати. Он и его семья занимались текущим ремонтом и поддержанием замка в порядке до XX века, когда замок был передан в собственность города Сен-Пьер.
В 1872 году у подножия замка была пристроена церковь Святого Петра.

## Замок в настоящее время
Замок принадлежит администрации города Сен-Пьер и используется в качестве здания для Регионального музея естественных наук (ит.).